# 短鰻鯰
短鰻鯰，為輻鰭魚綱鯰形目鰻鯰科的其中一種，分布於西太平洋的馬來西亞海域及半鹹水域，為底棲性魚類，屬肉食性，夜間活動，生活習性不明。

## 擴展閱讀
維基物種上的相關：短鰻鯰